# 东阳青皮竹
东阳青皮竹（学名：Phyllostachys virella）为禾本科刚竹属下的一个种。

## 扩展阅读
- 維基物種上的相關：东阳青皮竹